# 宝石学

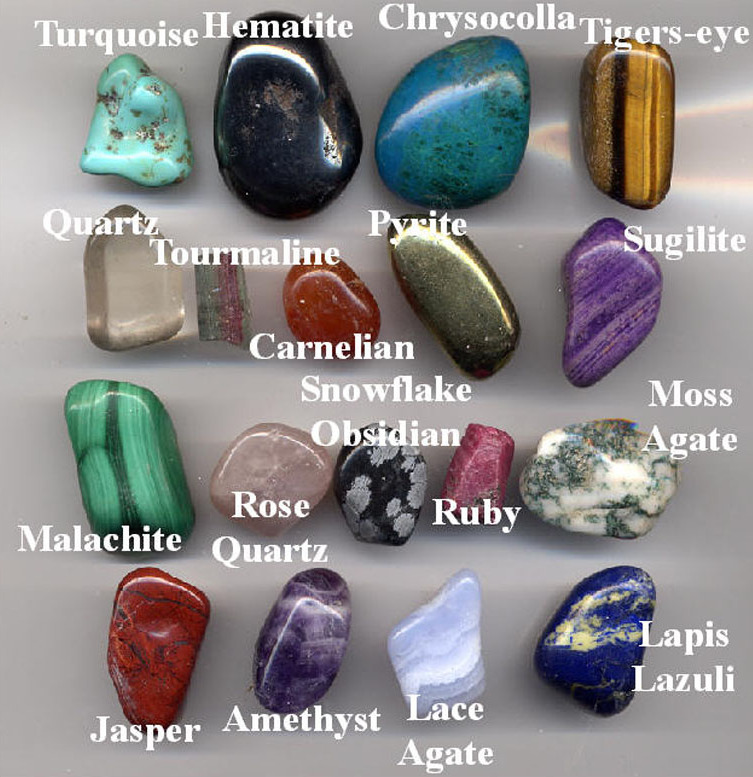
各种宝石

宝石学是鉴定宝石的一门科学，属于矿物学的一个分支，是宝石行业的理论基础。许多国家的职业学校与本科院校都有这门专业。
有的宝石学家有专门研究的领域，如专门研究钻石的，专门研究祖母绿的等，在实验室研究的专家可以分辨出某颗宝石的具体产地。由于目前人工宝石和仿宝石越来越多，对宝石的鉴定需要也急剧增加
鉴定宝石需要从晶体结构、比重、折射率、多色性、硬度等多方面综合考虑，即使同样的宝石，产地不同，性质也有差异，价值也不同，如产自缅甸的红宝石和产自泰国的，在光学性质和内部结构上都有一定的差异。
由于宝石产地的地质条件不同，包含的杂质不同，世界上没有两块宝石是完全相同的，所以宝石的鉴定也非常复杂，首先要从外观观察，然后测量比重，如外观颜色相同的，红宝石的比重为4.00，玻璃为3.15-4.20，合成立方氧化锆为5.6-5.9，先在空气中测量重量，再在水中测量，可以确定其比重。然后用折射仪测量其折射率，由于宝石一般都是晶体结构，不同晶体对光的折射角度不同。此外用分光仪测量对不同波长光的吸收反射能力，还得用显微镜仔细观察宝石的表面和内部等。